# Mollégès
Mollégès är en kommun i departementet Bouches-du-Rhône i regionen Provence-Alpes-Côte d'Azur i sydöstra Frankrike. Kommunen ligger  i kantonen Orgon som ligger i arrondissementet Arles. År 2022 hade Mollégès 2 651 invånare.

## Befolkningsutveckling
Antalet invånare i kommunen Mollégès
Referens:INSEE